# Thunderbolt Express
De Thunderbolt Express (eerder Demon en Screamin' Demon) is een van de eerste shuttle-achtbanen met lancering en werd door Arrow Dynamics in 1977 gebouwd in het Amerikaanse attractiepark Kings Island.
De Screamin' Demon, zoals de baan bij opening heette, was de eerste shuttle-achtbaan met lancering van Arrow Dynamics. Na tien jaar in Kings Island werd de baan verplaatst naar Camden Park. In Camden Park is de baan operationeel geweest van 1988 tot 2000 onder de naam Thunderbolt Express. Hierna heeft de baan vier jaar stilgestaan alvorens in 2004 gesloopt te worden.
Huidig: 
Adventure Express ·
Backlot Stunt Coaster ·
Banshee ·
The Bat ·
Diamondback ·
Flight of Fear ·
Great Pumpkin Coaster ·
Invertigo ·
Mystic Timbers ·
Orion ·
Snoopy's Soap Box Racers ·
The Beast ·
The Racer · 
Woodstock Express ·
Woodstock’s Air Rail
Verdwenen: 
Bat ·
Bavarian Beetle ·
Demon ·
Firehawk ·
King Cobra ·
Scooby's Ghoster Coaster ·
Son of Beast ·
Vortex